# ぶらんこ (ルノワールの絵画)
『ぶらんこ』（仏: La Balançoire）は、フランスの画家ピエール＝オーギュスト・ルノワールにより1876年に描かれた絵画である。パリにあるオルセー美術館に所蔵されている。
ルノワールは製作当時、モンマルトルのコルト通り12番地にアトリエを構えており、その裏手にあった庭で、本作は描かれた。本作は、1877年の第3回印象派展に出品・展示されるも、芳しい評価が得られず、画家で友人のギュスターヴ・カイユボットによって買い取られた。

## 作品
ブランコのある庭に男女が集っており、木漏れ日が降り注いでいる。女性は、男性から少し顔をそむけ、照れたような微笑みを浮かべている。

『ムーラン・ド・ラ・ギャレットの舞踏会』

ブランコに乗っている女性のモデルは、ルノワールのアトリエの近くに住んでいた女性、ジャンヌである。彼女は、同時期に描かれた『ムーラン・ド・ラ・ギャレットの舞踏会』でも登場しており、道でルノワールにスカウトされてモデルになった。髪は栗色の巻き毛で、白地にやや紫がかったブルーのリボンがあしらわれたドレスを身にまとっている。ドレスは、腰の部分にボリュームをもたせた「バスル・スタイル」と呼ばれるもので、1870年代に大流行した。
女性の前に立っている男性は、青い上着を身につけている。その傍らでは、幼い女児が女性を見上げている。その後方で、黄色い服の男性が青い上着の男性に視線を投げかけている。小径の奥には、男女が何組か描かれている。